# San Isidro (Davao oriental)
Pour les articles homonymes, voir San Isidro.
San Isidro est une municipalité des Philippines située dans la province du Davao oriental, dans l'Est de l'île de Mindanao. En 2020 elle comptait 33 664 habitants.

## Histoire
La municipalité a été créée par décision du Congrès des Philippines le 18 juin 1966.

## Subdivisions
San Isidro est divisée en 16 barangays (districts).
- Baon
- Bitaogan
- Cambaleon
- Dugmanon
- Iba
- La Union
- Lapu-lapu
- Maag
- Manikling
- Maputi
- Batobato (Poblacion)
- San Miguel
- San Roque
- Santo Rosario
- Sudlon
- Talisay

## Tourisme
Le mont Hamiguitan est aisément accessible à partir de San Isidro.